# Ассистент фокусника

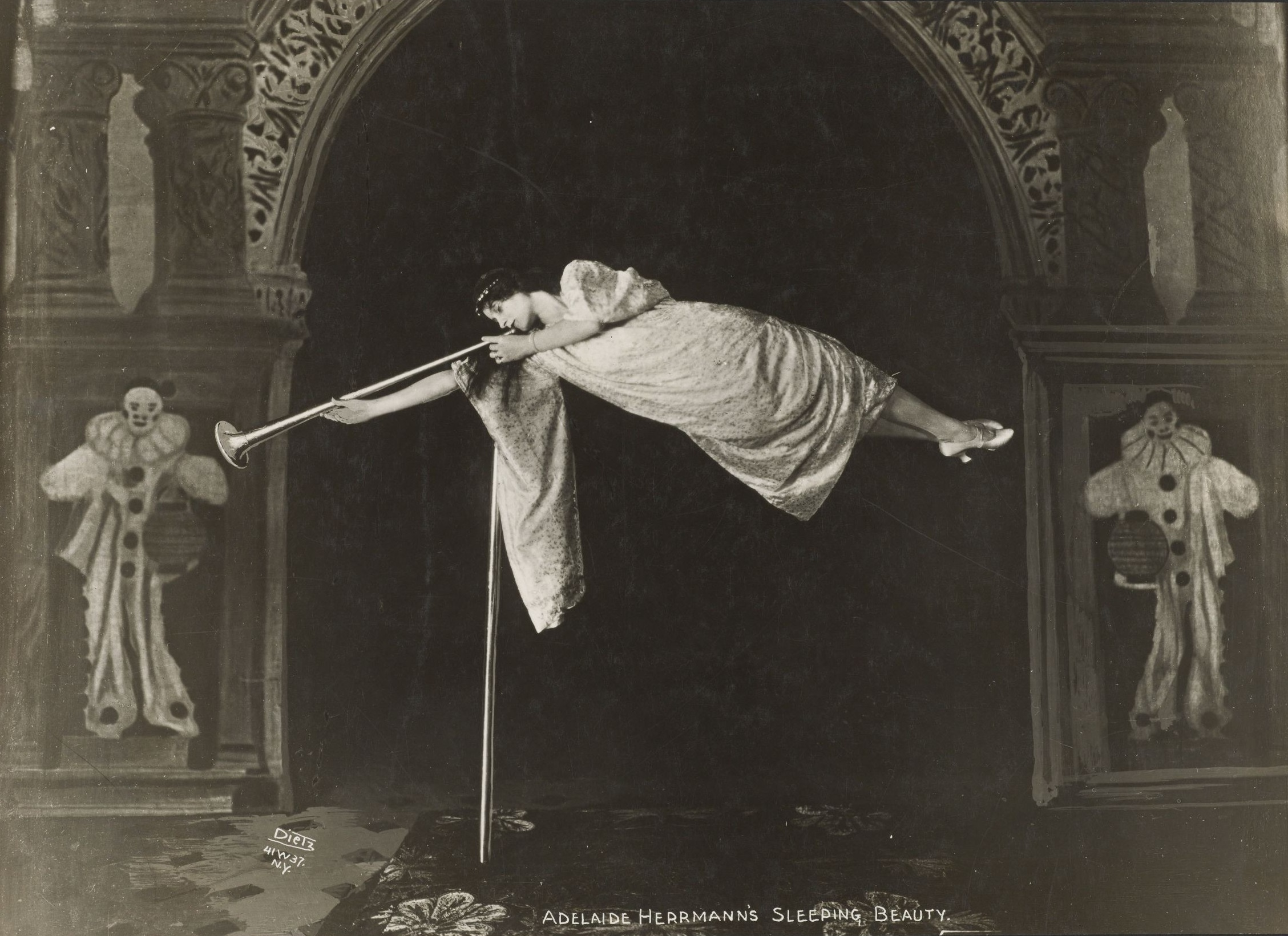
Аделаида Херрманн, ассистентка фокусника в трюке «Спящая красавица». 1903 г.

Ассисте́нт фо́кусника — один из исполнителей иллюзий второго плана.

## Общие сведения
Необходимость в привлечении ассистентов возникает у фокусников по мере количественного и качественного роста шоу, при том, что начинающие иллюзионисты с небольшим набором трюков и, как следствие, небольшим количеством аппаратуры, как правило, ограничиваются собственными силами.
Помощники, при кажущейся второстепенности роли, являются полноценными и важными участниками создания иллюзий, а в некоторых трюках, например, Девушка-зигзаг, просто главными. Их работа обычно связана со следующими основными обязанностями:
- Подготовка реквизита, включая зарядку аппаратуры и её своевременное перемещение, как на сцене, так и за сценой.
- Участие в непосредственной демонстрации иллюзий, включая манипуляции с телом, как находясь рядом с фокусником на сцене, так и в зале среди зрителей.
- Отвлечение внимания зрителей от фокусника.
- Создание эстетического фона в работе фокусника.

## Становление роли ассистента
От самого зарождения искусства иллюзий ассистентами выступали как юноши, так и девушки. Однако долгое время, в частности, в викторианскую эпоху, пышная одежда препятствовала женскому участию в номерах, которые порой требовали долгого нахождения в ограниченном пространстве. Ситуация кардинально изменилась в XX веке. Первая мировая война привела к стремительным переменам в социальной сфере. Стали значительно более востребованы номера, шокирующие публику. Изменения нравов повлекло изменение моды в направлении минимализма, следствием чего в качестве помощников начали доминировать симпатичные стройные девушки. Началась эксплуатация образа девушек, подвергнутых опасности, что превратилось в тенденцию иллюзионистских развлечений:277–295.
17 января 1921 года в мюзик-холле «Эмпайр» Финсбери-Парка знаменитый фокусник, работавший под псевдонимом П. Т. Сэлбит (англ. P. T. Selbit), первым, как принято считать, продемонстрировал трюк с распиливанием женщины. Его успех окончательно закрепил при постановке иллюзий использование сюжета «дева в беде» и вообще популярность эффектных девушек в роли ассистентов:292.